# Erdbeben in Guatemala 1976
Das Erdbeben in Guatemala 1976 ereignete sich am 4. Februar um 03:01:43 Uhr Ortszeit mit einer Momenten-Magnitude von 7,5. Das Beben war zentriert auf der Motagua-Verwerfung, etwa 160 km nordöstlich von Guatemala-Stadt in einer Tiefe von 5 Kilometern in der Nähe der Stadt Los Amates im Departamento Izabal.
Das Erdbeben verursachte eine kontinuierliche Rissbildung von 240 km entlang der Motagua-Verwerfung und könnte sich weiter nach Osten und Westen erstreckt haben, wurde aber durch Vegetation und Sümpfe blockiert. Städte im ganzen Land erlitten Schäden, und die meisten Lehmhäuser in den Randgebieten von Guatemala-Stadt wurden zerstört. Das Erdbeben ereignete sich in den frühen Morgenstunden (um 3:01 Uhr Ortszeit), als die meisten Menschen schliefen. Dies trug zur hohen Zahl von 23.000 Todesopfern bei. Etwa 76.000 wurden verletzt und viele Tausende obdachlos. Einige der betroffenen Gebiete waren tagelang ohne Strom und Kommunikation. Dem Hauptbeben folgten Tausende Nachbeben, von denen einige größere zusätzliche Schäden und Verluste an Menschenleben verursachten.